# Mount Yost
Mount Yost ist ein 3017 m hoher und größtenteils vereister Berg im ostantarktischen Viktorialand. Er ragt unmittelbar westlich des Stever Ridge, 3 km ostsüdöstlich des Mount Payne, 10 km ostsüdöstlich des Mount Randall sowie etwas mehr als 16 km östlich des Mount Burrill in den Victory Mountains auf.
Das Advisory Committee on Antarctic Names benannte ihn 2019 nach dem Geographen und Toponomasten Louis A. Yost IV, Executive Secretary des United States Board on Geographic Names von 2006 bis 2019.